# Myriam Telemaque
Myriam Telemaque est une femme politique seychelloise. Elle a été ministre du gouvernement aux Seychelles.

## Carrière
Myriam Télémaque était ministre de l'Emploi, de l'Immigration et de l'État civil du gouvernement des Seychelles. Elle a occupé ce poste du 7 juillet 2017 au 3 novembre 2020,,.
Avant de devenir ministre, Télémaque a travaillé au ministère responsable de l'immigration et de l'état civil. Elle était la secrétaire principale de l'Immigration et de l'État civil. Elle a également été responsable de l'immigration dans ce département.